# Zdeněk Pospíšil
Zdeněk Pospíšil, ps. Pospec (ur. 20 sierpnia 1924 w Brnie, zm. 17 maja 2009 tamże) – czeski lekkoatleta (sprinter) reprezentujący Czechosłowację i architekt.

## Lata młodości
W dzieciństwie mieszkał w Královom Polu. W czasach szkolnych trenował narciarstwo i jeździectwo. Biegi sprinterskie zaczął uprawiać w 1939. W 1940 trafił do Sokola Královo Pole. W 1948 ukończył studia na Wydziale Architektury i Inżynierii Cywilnej Uniwersytetu Technicznego w Brnie, jednakże dyplom otrzymał dopiero rok później ze względu na odmowę przynależności do partii komunistycznej.

## Kariera sportowa

### Igrzyska olimpijskie
W 1952 wystartował na igrzyskach olimpijskich, na których był 6. w sztafecie 4 × 100 m z czasem 41,2 s (skład sztafety: František Brož, Jiří David, Miroslav Horčic, Zdeněk Pospíšil) oraz odpadł w eliminacjach biegu na 100 m, zajmując 4. miejsce w swoim biegu z czasem 11,0 s.

### Przynależność klubowa i mistrzostwa kraju
W latach 1941–1945 reprezentował SK Moravská Slavia Brno. W 1946 został zawodnikiem VS Brno, w barwach którego został mistrzem Czechosłowacji w sztafecie 4 × 100 m w tymże roku. W latach 1948–1949 ponownie startował w drużynie Sokola Královo Pole. W 1950 reprezentował Včelę Brno, w 1951 Zbrojovkę Brno, a w latach 1951-1953 ATK a ÚDA Praga, w barwach którego został mistrzem Czechosłowacji w sztafecie 4 × 100 m w latach 1952 i 1953. W latach 1954–1956 był zawodnikiem Spartaka Brno ZJŠ, a następnie zakończył karierę.
Jego trenerem był Josef Tejkal.

### Rekordy życiowe
- 100 m – 10,6 s (1952), rekord Czechosłowacji[7]

## Kariera zawodowa
Od 1949 pracował jako architekt. Jego prace były prezentowane na targach na całym świecie, m.in. w Delhi, Kairze, Meksyku, Santiago de Chile, Limie, Bazylei, Mediolanie, Nikozji, Osace, Tokio, Paryżu, Brukseli, Buenos Aires, Kijowie, Moskwie i Bagdadzie.

## Losy po zakończeniu kariery
W 2001 otrzymał dyplom MKOl za propagowanie sportu i idei olimpijskich. W 2002 został włączony do galerii sławy sportu Brna. Zmarł 17 maja 2009 w Brnie.

## Życie prywatne
4 grudnia 1948 poślubił Alenę Sedlákovą.